# Roza Šaninová
Roza Jegorovna/Georgijevna Šaninová (rusky Роза Егоровна/Георгиевна Шанина, Roza Jegorovna/Georgijevna Šanina, 3. duben 1924 Jeďma – 28. leden 1945 Reichau) byla sovětská odstřelovačka.

## Mládí
Roza Georgijevna Šaninová se narodila 3. dubna 1924 ve vesnici Jeďma v sovětské Archangelské oblasti dojičce krav Anně Alexejevně Šaninové a válečnému invalidovi z první světové války Georgiji Michajlovičovi Šaninovi. Jméno Roza dostala dle německé marxistické političky Rosy Luxemburgové. Měla šest sourozenců: jednu sestru a pět bratrů; mimo to rodina vychovávala tři sirotky. Po absolvování čtyř tříd místní školy nastoupila do střední školy v třináct kilometrů vzdáleném Berezniku. Kvůli špatnému stavu místní dopravní infrastruktury byla nucena tuto vzdálenost chodit každý den pěšky. Později se však do Berezniku přestěhovala, a to ke své tetě Anežce Borisovové.
Ve 14 letech se rozhodla studovat, i přes nepřízeň rodičů, v Archangelsku. V roce 1938 tamtéž vstoupila ke komsomolcům. V roce 1940 byly však střední školy zpoplatněny a Roza Šaninová, nepodporována rodiči, nemohla ve studiu pokračovat. Dne 11. září 1941 tak začala pracovat jako učitelka v místní mateřské školce, což jí kromě peněz přineslo výhodu v podobě služebního bytu. Ve studiu tak mohla pokračovat a zdárně ho ukončila v roce 1942.

## Válečné působení
Byla jednou z více než 2 000 odstřelovaček, které vycvičili a zaměstnali Sověti, aby Němcům ukázali, jak věrný a schopný národ jsou. I když se v historii 2. světové války objevily zákeřnější odstřelovačky, Roza Šaninová byla výjimečná právě díky svému vzhledu, který jí nejprve bránil splnění jejího snu stát v přední bojové linii. Důstojníci se báli, že bude vojáky rozptylovat. To se ale nestalo, protože Rozu zajímala pouze její puška Mosin Nagant a volný prostor pro letící kulku, která hledala důstojníky, kulometčíky a komunikační personál.
Stejně jako další ženy, i ona cestovala lehce. Mimo svou pušku si nesla munici, obvazy a lopatu. Důležitou součástí výbavy byly i dva granáty: jeden pro Němce a jeden jako poslední možnost, aby zabránily zajetí, znásilnění, mučení nebo zabití. Sovětské odstřelovačky měly stát v pozadí a nesměly se účastnit smrtících masových frontálních útoků s muži, ani si nesměly vést deníky, které by se nepříteli ukázaly jako užitečné, pokud by byly zajaty. Roza Šaninová to ale ignorovala. Právě deník byl pro ni "osobní důvěrnicí". Díky tomu dnes víme, co se jí honilo v hlavě a jakým si prošla vývojem. Psychologové navíc zdůrazňují, že v pozdějším dochovaném deníku jsou zjevné výkyvy nálad a podotýkají, že pravděpodobně trpěla nemocí, kterou dnes označujeme jako bipolární porucha. Tato nemoc je charakterizovaná výkyvy nálad, manickými a depresivními stavy, nepřiměřenými pocity vlastní důležitosti a nedotknutelnosti, emocionální labilitou a sníženou empatií či promiskuitou.

## Smrt
Na za začátku ledna 1945 přesvědčila velitele prvního běloruského frontu, aby ji dovolil účastnit se ofenzívy Východním Prusku. Ve svém dopise ze 17. ledna Roza uvedla, že brzy může zemřít, protože její prapor ztratil 72 ze 78 vojáků. Do svého deníku si napsala: „Moje definice štěstí je boj za druhé... Pokud musím pro všeobecné štěstí padnout, jsem připravena.“ Poslední zápis v jejím deníku říká, že kvůli silné dělostřelecké palbě od Němců se nemohla dostat ze samohybného děla.
Dne 27. ledna 1945 byl v jedné z bitev zraněn velitel dělostřeleckého oddílu. Roza Šaninová ho kryla svou palbou a přitom byla zraněna střepinou z granátu do hrudi. Převezena byla do nemocnice 205. zdravotního praporu poblíž panství Reichau (dnešní Čerepanovo v Kaliningradské oblasti), kde 28. ledna na následky zranění zemřela. Jak uvedla zdravotní sestra Jekatěrina Radkinovová, v jejíž náručí Šaninová zemřela, těsně před smrtí řekla, že lituje, že toho udělala tak málo.

## Posmrtné pocty
Jsou po ní pojmenovány ulice v Archangelsku, Strojevskojem a v Šangaly. V rodné Jeďmě jí bylo otevřeno muzeum a v Archangelsku se každý rok konají střelecké závody jako její memoriál. V roce 1985 byla navržena na titul Hrdina SSSR, ten jí však udělen nebyl.